# 김시진
김시진(金始眞, 1958년 5월 8일 (음력 3월 20일) ~ )은 전 KBO 리그 롯데 자이언츠의 투수이자, 현 KBO 기술위원장이다.
1983년 삼성 라이온즈에서 데뷔해 1992년 롯데 자이언츠에서 은퇴할 때까지 10시즌 동안 통산 124승 73패, 16세이브, 3점대 평균자책점이라는 뛰어난 성적을 남겼다. 은퇴 후 태평양 돌핀스를 시작으로 13년 동안 투수코치 생활을 하다가 2006년 시즌 후 김재박의 후임으로 현대 유니콘스의 감독으로 임명되어 2007년 현대 유니콘스의 마지막 감독이 되었다. 2009년부터 넥센 히어로즈 감독직을 맡아 2012년까지 재임하였다. 2013년부터 롯데 자이언츠 감독직을 맡았으나, 성적 부진으로  2014년 10월에 자진 사퇴한 후에는 행정가로 활동 중이다.

## 선수 시절

### 삼성 라이온즈시절
육군중앙경리단에서 병역을 마치고 1983년 삼성 라이온즈에 입단하여 프로 생활을 시작했으며, 입단 첫 해에 17승(14선발승으로 장명부(28선발승)에 이어 선발승 2위)(그 뒤 1986년 16선발승으로 선동열(17선발승)에 이어 선발승 2위)을 올리면서 삼성 라이온즈의 에이스로 활약했는데  6월 15일 롯데전(대구)에서 완봉승을 거둔 후 7월 9일 삼미전(대구)에서 8회 강우콜드 완봉승을 기록하여 순수 신인 최초 2완봉승 도달 투수가 됐고 결국 그 해 5완봉승으로 마감했는데(당시 전구단 상대 완봉승) 이 기록은 아직까지 순수신인 최다 완봉승 기록으로 남아 있다. 프로 데뷔 이후 5년 만에 KBO 리그 사상 최초로 개인 통산 100승(87선발승)을 올렸다. 1985년 25승(21선발승으로 최다 선발승이었는데 전년도(15선발승)에 이어 2년 연속 최다 선발승 1위) 5패, 10세이브, 201탈삼진으로 소속 구단 삼성 라이온즈의 전·후기 통합 우승을 이끄는 등, 삼성 라이온즈에서만 111승을 올렸다. 
특히, 1985년에 평균자책점 2.00을 기록했는데 이 기록은 역대 선발 20승 이상 투수 중 최저 평균자책점 기록으로 남아 있으며 이 해 선발 224.2이닝 51자책 방어율 2.04를 기록했으나 이 기록은 1995년 이상훈(227.1이닝 51자책점 ERA 2.02)(20선발승) 2023년 페디(180.1이닝 40자책점 ERA 2.00)(20선발승)에 의해 경신됐다.
삼성 라이온즈에서 거둔 111승(96선발승)은 최다 승리 기록이였으나 2013년 8월 8일 배영수가 112승(당시 106선발승)을 거두면서 최다승 기록이 경신되었다.
하지만, 1985년에는 본인 뿐 아니라 같은 팀 장효조 이만수 등에게 던져진 표가 분산된 점, 1987년에는 저조한 방어율 탓인지  정규시즌 MVP 자리에서 밀려나야 했고 1983년 홈런-타점 2관왕으로 정규시즌 MVP를 차지한 이만수는 그 해 최다승(30승)(28선발승)을 기록한 장명부가 재일동포란 이유 탓인지 경쟁에서 탈락해 MVP의 영예를 안을 수 있었으며 다음 해에는 최초 타격 3관왕으로 2연속 정규시즌 MVP가 유력했음에도 막판 타격왕 레이스를 인위적으로 조작했던 탓에 탈락하는 수모를 겪었다.
이후, 1986년 11월 24일부터 3년 계약 형식으로 삼성 감독에 취임한 박영길 감독이 1988년 플레이오프에서 3패로 탈락한 뒤 가진 기자회견에서 성적부진을 선수 탓으로 돌리는 발언을 하여 선수들의 집단 항명 사태를 불러와 임기를 1년 남겨두고 도중 하차(1988년 11월 15일)한 뒤 정동진 감독이 부임하면서 큰 경기에 강한 선수 보강을 위한 삼성의 판단 아래 1988년 11월 22일 최동원을 상대로 롯데 자이언츠에 트레이드되었다. 그리고 한 달 뒤 두 팀은 장효조와 김용철 등의 트레이드를 성사했다.
하지만, 롯데 자이언츠 이적 후 첫 등판인 1989년 4월 14일 사직 OB전에서 무려 14이닝을 투구하는 동안 219개의 공을 던지며 2-1 완투승을 거두었으나 이 후유증 탓인지 오른쪽 팔꿈치에 이상이 생겨 4연패를 당하는 등 같은 해 4승(3선발승) 9패로 부진했다. 이후 4년 간 롯데 자이언츠에서 13승(12선발승) 24패를 추가하는 데 그쳤고, 1992년에 현역에서 은퇴하였지만 1990년 4월 25일 OB전에서 완봉승을 거두어 최초 개인 100선발승 투수가 됐으며 같은 팀(롯데) 윤학길이 5년 뒤인 1995년 9월 16일 태평양전 선발승으로 두 번째 개인  100선발승에 도달했는데 역대 2~3번째 100승에 도달한 최동원 선동열은 커리어 활동 당시  선발과 불펜 전천후로 기용된 데다(최동원)  커리어 도중 불펜으로 전환하여(선동열) 통산 선발승이 56승(최동원) 73승(선동열)에 그친 데다 본인(김시진)은 삼성에서 96선발승, 롯데에서 12선발승을 기록한 터라 단일 팀 100선발승으로 치자면 윤학길이 최초였다. 정규 리그 통산 124승을 올렸지만, 한국시리즈에서는 승리없이 7패로 좋은 기록을 내지 못했다.
올스타전에서는 좋은 투구 내용을 보였으나 포스트시즌 경기에서 약하다는 이유로 '새가슴', '볼넷 공장장'이라고 불렸지만, 이를 데뷔 후 5년 간 무려 1,104이닝이나 투구한 심한 혹사의 후유증으로 보는 시각도 있다.

## 야구선수 은퇴 후

### 투수코치 시절
1993년부터 태평양 돌핀스의 투수코치로 지도자 생활을 시작했다. 1992년 정동진 감독이 부임할 때부터 투수코치 영입설이 나돌았지만 태평양 구단 측에서 대구 출신 코치들이 많다는 이유로 반대해 왔다. 이후 오랫동안 김재박과 같이 활동하였으며, 2007년 현대 유니콘스의 마지막 감독이 되기 전까지 투수코치로 계속 활동했다. 1996년부터 1997년까지 아마추어 실업 야구 팀 현대건설 야구단에서 잠깐 코치 생활을 하기도 했었으나, 이내 곧 1998년에 현대 유니콘스의 투수코치로 임명되어 프로에 복귀했고, 그 해 지도자 생활을 시작한 이래 첫 우승을 거두었다. 현대 유니콘스의 투수코치를 맡으면서 그는 김수경, 임선동, 조용준, 오주원, 황두성, 박준수, 장원삼 등 뛰어난 투수들을 조련하고 육성하는 데에 뛰어났으며 투수를 보는 안목이 탁월했다. 투수 코치를 맡은 기간 동안 그는 '명 조련사'로 불렸는데, 1998년 김수경, 2002년 조용준, 2003년 이동학, 2004년 오주원 등이 신인왕을 수상했던 것을 예로 들면 그는 투수 코치로서 선수들을 키우는 데에 있어서 일가견이 있었다는 것을 엿볼 수 있다. 이는 감독 생활에도 이어져 넥센 히어로즈 최초 1차 지명으로 선발한 좌완 투수 강윤구 역시 2009 시즌에 옥석으로 평가받았다. 시즌 전 트레이드로 홍역을 앓았음에도 불구하고 2010년에는 걸출한 신인 우완 투수 고원준을 배출하였으며, 트레이드로 영입한 금민철을 선발 투수로 자리매김하도록 했다. 그가 투수 코치로 있는 동안 태평양 돌핀스와 현대 유니콘스에서 뛰어난 투수들이 많이 배출되어 '투수 왕국'이라는 별칭이 붙었다.

### 감독 시절

#### 현대 유니콘스시절
2006년까지 현대 유니콘스의 투수코치를 역임하다가, 2006 시즌 종료 후 LG 트윈스의 감독이 된 김재박의 뒤를 이어 현대 유니콘스의 2대 감독이자 마지막 감독이 되었다. 2007년에 재정난으로 어려움을 겪은 현대 유니콘스에서 감독으로 생각 이상의 선전을 하여 시즌 56승 69패 1무로 시즌 6위를 기록하였다. 2007년 고별전을 끝으로 시즌 후 재정난을 이겨 내지 못한 현대 유니콘스는 2008년 3월 해체되었다.

### 넥센 히어로즈시절
2008년 시즌 종료 후, 성적 부진을 이유로 히어로즈에서는 이광환을 경질하고 그를 감독으로 임명했다. 그는 구단과 계약 기간 3년, 계약금 2억원, 연봉 2억원 등 총 8억원에 계약을 맺으면서 히어로즈의 2대 감독으로 선임되었고, 2008년 10월 10일 감독 취임식을 가졌다. 2009년에 6위를 기록하였지만, 시즌 후반 삼성 라이온즈, 롯데 자이언츠와 치열한 4위 다툼을 벌이기도 했고, 시즌 초반에는 한때 선두를 달리기도 했다. 특히 강윤구와 강정호, 황재균 등의 젊은 선수들은 이택근, 이현승, 장원삼의 트레이드 파동 때 "트레이드 불가"로 못박을 정도로 좋은 활약을 보여 주었다. 2009년 8월 6일 SK전에서 감독 통산 100승을 기록했다.
2010 시즌에는 이현승, 장원삼, 이택근, 황재균 등의 이적 공백으로 인해 팀 전력에 큰 손상을 입으면서 하위권으로 쳐졌지만 어려운 팀 상황 속에서도 손승락, 고원준, 김성현, 김성태, 금민철 등 뛰어난 새 투수들을 키워 내 "투수 조련의 달인"이라는 찬사를 받았다. 그 때 갓 제대하고 마무리로 전향한 손승락이 이용찬을 제치고 세이브왕을 차지하였다. 한편, 경기 운영 면에 대해서 일부 팬들에게 "작전 능력이 미숙하다", "선수 교체 타이밍이 좋지 못하다" 등의 비난을 받기도 했다.
2010년에는 광저우 아시안 게임 국가대표팀 투수코치로 선임되어 금메달에 기여하였다.
2011년에는 감독 부임 이후 처음으로 최하위인 8위를 기록한다.
2012년에는 시즌 초반 상위권에 있었으나, 포스트시즌 진출에 실패하자 경질되었다.

### 롯데 자이언츠시절
부임 첫 해에 감독 커리어 최고 순위인 5위와 동시에 최고승률 .532를 달성했으나 가을 야구에는 실패했다. 이는 한국 프로야구 역대 최고 승률 포스트시즌 탈락이다.
2013 시즌 계투진의 많은 블론세이브와 투수 교체에 관한 비판이 있었고, 또한 당시 롯데 자이언츠의 투수였던 김승회 혹사 논란이 있었다. 
2014 시즌 들어 수비진의 안정화로 리그 최소 실책 부문 최상위권을 기록하고 있으나, 강민호와 전준우를 필두로 하는 타선의 부침과 송승준의 부진이 겹쳐 6월까지 5할대 승률을 기록했다. 한편, 9구단 체제로 인한 휴식일에 팀 내부 사정으로 권두조가 수석코치에서 중도 사임하였다.
결국 롯데 프런트와의 마찰로 2014년을 끝으로 사퇴했고, 이후로는 현장 지도자로 더 이상 나서지 않고 행정가로만 활동 중이다.

### 그 외
현대 유니콘스 감독에서 물러난 뒤에는 2008년 한 해 동안 KBO의 경기 감독관으로 재직하며 행정가로 잠시 활동했다. 
롯데 자이언츠 감독에서 사임한 후에는 미국과 일본을 돌면서 잠시 야인으로 지내다가 2015 프리미어 12를 앞두고 국가대표팀의 전력분석관을 맡은 것을 기점으로 행정가로 전향했으며, 2015 프리미어 12 초대 우승에 기여하며 전력분석관으로는 어느 정도 성과를 냈다.
2017년부터 KBO의 경기 운영위원으로 활동 중이다.

## 별명
삐쩍 마른 체구에 머리가 크다는 이유로 꼴뚜기라고 불렸다.

## 수상
- 일간스포츠 프로 코치상 (2000년)
- 티켓링크 프로 코치상 (2000년)
- 한국 프로 야구 골든 글러브 투수 부문 (1985년, 1987년)
- 한국 프로 야구 다승 1위 (1985년, 1987년)(두 해 모두 21선발승으로 본인의 선발 최다승 타이)(1984년에는 15선발승으로 최다 선발승)
- 한국 프로 야구 승률 1위 (1985년)
- 한국 프로 야구 올스타전 - 최우수 선수 (1985년)

## 출신 학교
- 한양대학교
- 대구상업고등학교
- 포항중학교
- 포항중앙초등학교

## 등번호
- '29' - 삼성 라이온즈 (선수)
- '28' - 롯데 자이언츠 (선수)
- '79' - 현대 유니콘스 (투수코치 & 감독), 넥센 히어로즈, 롯데 자이언츠 (감독)

## 통산 기록
| 연 도           | 소 속           | 나 이           | 승 리 | 패 전 | 승 률 | 평 자 책 | 출 장 | 선 발 | 완 투 | 완 봉 | 세 이 브 | 홀 드 | 이 닝  | 피 안 타 | 피 홈 런 | 볼 넷 | 고 4 | 탈 삼 진 | 몸 맞 | 보 크 | 폭 투 | 실 점 | 자 책 | 타 자 수 | W H I P |
| --------------- | --------------- | --------------- | ----- | ----- | ----- | -------- | ----- | ----- | ----- | ----- | -------- | ----- | ------ | -------- | -------- | ----- | ---- | -------- | ----- | ----- | ----- | ----- | ----- | -------- | ------- |
| 1983            | 삼성            | 26              | 17    | 12    | .586  | 2.55     | 37    | 25    | 17    | 5     | 1        | 0     | 229.1  | 189      | 8        | 95    | 6    | 154      | 14    | 0     | 5     | 78    | 65    | 950      | 1.24    |
| 1984            | 삼성            | 27              | 19    | 11    | .633  | 3.18     | 39    | 26    | 11    | 2     | 2        | 0     | 215.0  | 178      | 14       | 112   | 2    | 154      | 13    | 0     | 8     | 94    | 76    | 910      | 1.35    |
| 1985            | 삼성            | 28              | 25    | 5     | .833  | 2.00     | 47    | 29    | 10    | 2     | 10       | 0     | 269.2  | 172      | 8        | 121   | 3    | 201      | 15    | 1     | 10    | 63    | 60    | 1064     | 1.09    |
| 1986            | 삼성            | 29              | 16    | 6     | .727  | 2.47     | 30    | 26    | 11    | 1     | 3        | 0     | 196.2  | 161      | 6        | 110   | 4    | 87       | 6     | 0     | 3     | 68    | 54    | 822      | 1.38    |
| 1987            | 삼성            | 30              | 23    | 6     | .793  | 3.12     | 33    | 27    | 7     | 3     | 0        | 0     | 193.1  | 166      | 9        | 96    | 1    | 113      | 7     | 1     | 5     | 73    | 67    | 818      | 1.36    |
| 1988            | 삼성            | 31              | 11    | 9     | .550  | 3.49     | 25    | 19    | 5     | 1     | 0        | 0     | 144.1  | 107      | 10       | 70    | 1    | 67       | 7     | 0     | 3     | 62    | 56    | 602      | 1.23    |
| 1989            | 롯데            | 32              | 4     | 9     | .308  | 3.87     | 19    | 16    | 1     | 0     | 0        | 0     | 111.2  | 106      | 8        | 60    | 3    | 55       | 8     | 1     | 3     | 53    | 48    | 493      | 1.49    |
| 1990            | 롯데            | 33              | 7     | 10    | .412  | 4.04     | 26    | 26    | 4     | 2     | 0        | 0     | 151.1  | 136      | 9        | 57    | 0    | 67       | 12    | 0     | 1     | 75    | 68    | 631      | 1.28    |
| 1991            | 롯데            | 34              | 2     | 4     | .333  | 6.18     | 13    | 9     | 1     | 0     | 0        | 0     | 55.1   | 70       | 5        | 26    | 0    | 31       | 1     | 0     | 3     | 39    | 38    | 258      | 1.74    |
| 1992            | 롯데            | 35              | 0     | 1     | .000  | 13.06    | 4     | 2     | 0     | 0     | 0        | 0     | 10.1   | 17       | 5        | 8     | 0    | 2        | 0     | 0     | 0     | 15    | 15    | 53       | 2.42    |
| KBO 통산 : 10년 | KBO 통산 : 10년 | KBO 통산 : 10년 | 124   | 73    | .629  | 3.12     | 273   | 205   | 67    | 16    | 16       | 0     | 1577.0 | 1302     | 82       | 755   | 20   | 931      | 83    | 3     | 41    | 620   | 547   | 6601     | 1.30    |

- 시즌 기록 중 굵은 글씨는 해당 시즌 최고 기록